# 干馏

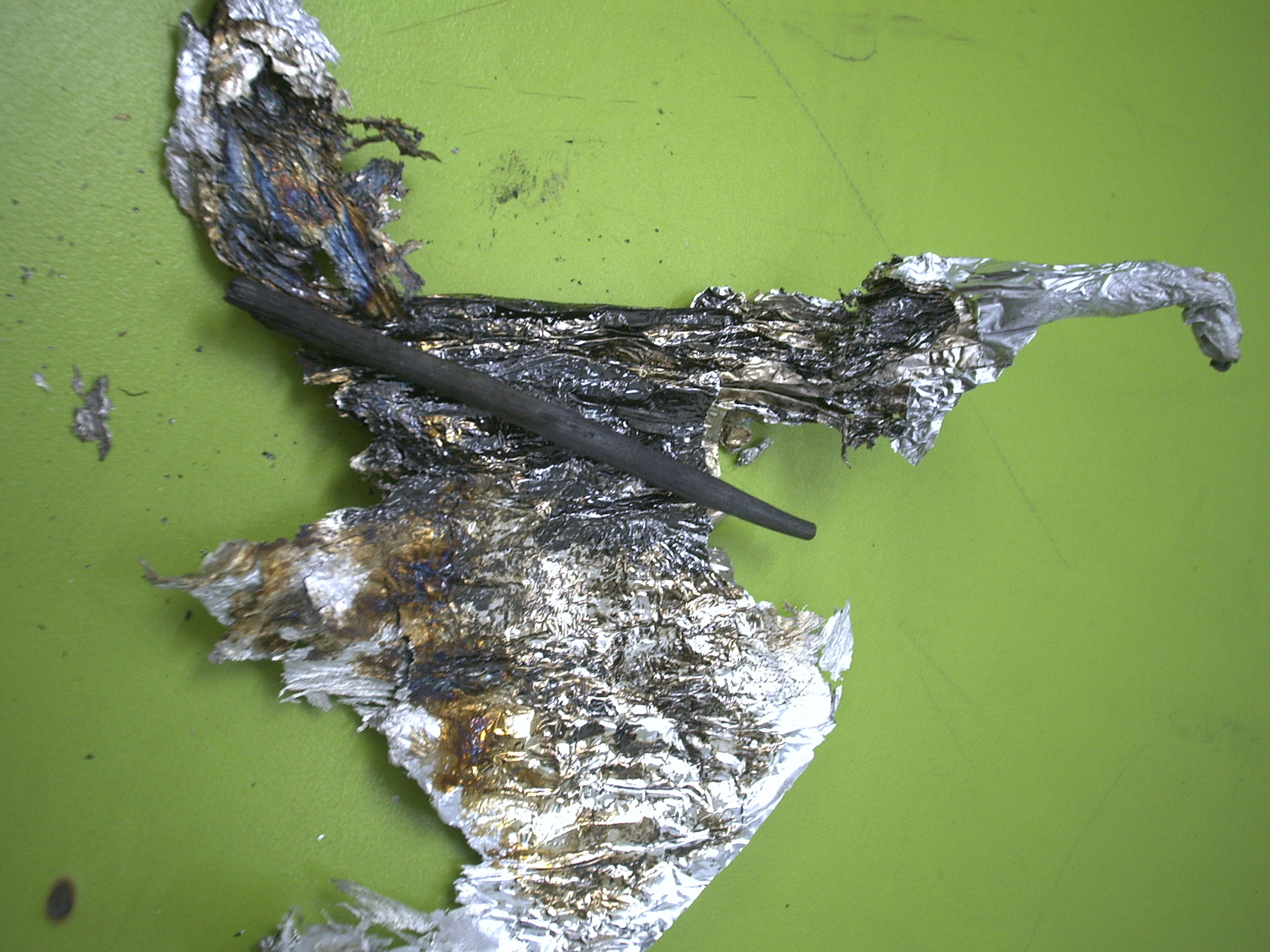
竹筷乾餾的產物

干馏（英語：dry distillation）是指固体或有机物在隔绝空气条件下加热分解的反应过程；或加热固体材料以产生气态产物，后续可冷凝成液态或固态产物的一种方式。此过程不一定会涉及到热裂解（pyrolysis）或热分解（thermolysis）反应。
与通常蒸馏相比，这个过程需要更高的温度。使用干馏可以从炭或生物質（如木材等含木質纖維素之物質）中提取液态燃料。干馏也可以通过热解来分解矿物质盐，例如对硫酸盐干馏可以产生二氧化硫和三氧化硫，溶于水后就可以得到硫酸；对煤干馏，可得煤焦、煤溚、煤焦油、粗氨水和煤气。

## 过程条件
不同物質的干馏所需的温度差别很大，一般分为低温干馏（500～580℃）、中温干馏（650～750℃）和高温干馏（900～1100℃），还有成堆干馏或煤堆干馏等。干馏所得气、液、固产物的相对数量随加热温度、时间和压力变化而变化。因此，变换和调节干馏过程的条件即可达到不同的生产目的。

## 脱水碳化
有機物脱水碳化指的是将有机物去掉其他元素留下碳。如浓硫酸具有很强的脱水能力在和有机物接触时，把有机物中的氢、氧元素按水的组成比脱去，留下黑色的碳，从而使对方碳化。实际脱的是氢和氧，并不是说该物质就含水。
此種方法可驗證物質是否為有機化合物。